# Ringo le hors-la-loi
Pour plus de détails, voir Fiche technique et Distribution.
Ringo le hors-la-loi (Cinco pistolas de Texas) est un western italo-espagnol réalisé par Ignacio Iquino et Juan Xiol en 1967.

## Synopsis
Lester, shériff régional, vient enquêter dans une ville où règne la corruption. Le commissaire est payé par les bandits, à travers l'alcade qui est sans scrupule, de façon que personne ne les inquiète. Après diverses péripéties, la confrontation va avoir lieu entre les diverses bandes, parmi lesquelles se trouve le fameux Ringo, et Lester, assisté de quatre texans et d'une femme, Myriam, fille d'un banquier récemment dévalisé... Vivement l'arrivée de la cavalerie.

## Commentaires
- Si vous ne connaissez pas le sujet, laissez ce bandeau (vous pouvez alors contacter les auteurs).
- Si vous supprimez le contenu mis en cause (vous pouvez préalablement contacter les auteurs),

argumentez précisément cette suppression dans la page de discussion
(un manque de référence n'est pas un argument ; une recherche réelle de référence doit avoir été effectuée, être formellement documentée).
- Le scénario souffre de la présence de deux réalisateurs: peu d'unité, très complexe, et finalement décousu. Ce western utilise tous les modes du genre (la prostituée repentie, la jolie blonde, le bandit venant au secours du shériff, les autorités locales dévoyées, les bourgeois apeurés...), mais le résultat n'est pas unifié : beaucoup de rebondissements.
- Le jeu des artistes correspond sans doute à l'époque des années 1960, mais semble un peu surfait, en particulier celui de Vicky Logas, la prostituée Sara.
- Dans la version française, on cherche longtemps pourquoi le titre fait allusion à Ringo. Les cinq pistolets du Texas aurait été plus adapté comme titre...

## Fiche technique
- Titre espagnol : Cinco pistolas de Texas
- Titre italien : 5 dollari per Ringo
- Titres français : Ringo le hors-la-loi ou Cinq rafales pour Ringo ou La revanche de Ringo
- Production : Ignacio Iquino pour Cineproduzioni Associati, I.F.I. España S.A., Moncayo Films
- Musique : Enrique Escobar
- Photographie : Víctor Monreal
- Durée : 81 min
- Pays :  Espagne /  Italie
- Langue : espagnol
- Couleur : Color (Eastmancolor)
- Son : Mono

## Distribution
- Julio Pérez Tabernero (pseudo: Anthony P. Taber) : Lester Sands
- Alberto Farnese (pseudo: Albert Farley) : Aldo Rudell
- Maria Pia Conte : Myriam
- Gaspar 'Indio' González : Kenny
- Vicky Lagos : Sara
- Romano Giomini
- Javier Conde
- Miguel Gila (pseudo: Gila Sevy)
- Teresa Giro
- Eduardo Lizarza
- Ángel Lombarte
- César Ojinaga
- Spencer Parker
- Luis del Pueblo
- Jeanette Rock
- Fernando Rubio
- Juan Manuel Simón
- Mario Via
- Eduardo Zaraga

## Suites ou reprises
Le nom de Ringo est souvent utilisé dans les westerns.
- 1959 - 1960 : "Johnny Ringo" (série télévisée) de Paul Henreid, Howard W. Koch, Frank Baur, John English, William D. Faralla, Tom Gries, Lamont Johnson, Dick Moder, David Lowell Rich et Laurence Stewart
- 1965 : 
  - Le Retour de Ringo (Il Ritorno di Ringo) de Duccio Tessari
  - Un pistolet pour Ringo (Una Pistola per Ringo) de Duccio Tessari
  - Cent Mille Dollars pour Ringo (Centomila dollari per Ringo) d’Alberto De Martino
- 1966 : 
  - 3 Winchester pour Ringo (3 colpi di Winchester per Ringo) d’Emimmo Salvi
  - Ringo au pistolet d'or (Johnny Oro) de Sergio Corbucci
  - Les Dollars du Nebraska (Ringo del Nebraska) de Antonio Román & Mario Bava
  - Pas de pitié pour Ringo (Dos pistolas gemelas) de Rafael Romero Marchent
  - Tuez Johnny Ringo (Uccidete Johnny Ringo) de Gianfranco Baldanello
  - La Balade de Johnny Ringo (titre espagnol : La balada de Johnny Ringo) de José Luis Madrid
- 1967 : 
  - Ballata per un pistolero (titre anglais : Ringo, Pray to Your God and Die) de Alfio Caltabiano
  - Clint el solitario ou Una Tumba para Johnny Ringo par Alfonso Balcázar
  - La Vengeance de Ringo (Los cuatro salvajes) de Mario Caiano
  - I Due figli di Ringo de Giorgio Simonelli & Giuliano Carnimeo
  - La Grande notte di Ringo de Mario Maffei
  - Kanunsuz kahraman - Ringo Kid de Zafer Davutoglu
  - Uccidi o muori (titre français : Ringo contre Jerry Colt) de Tanio Boccia
  - La Vengeance de Sol Lester (titre grec : To katarameno pistoli tou Ringo[1]) de José Luis Madrid
- 1969 : 
  - Ringo le vengeur (Dos hombres van a morir) de Rafael Romero Marchent
  - Ringo e Gringo contro tutti de Bruno Corbucci
  - Ringo vadiler aslani de Yılmaz Atadeniz
- 1970 : Avec Ringo arrive le temps du massacre (Giunse Ringo e... fu tempo di massacro) de  Mario Pinzauti
- 1972 : Clint, une corde pour te pendre (Il Ritorno di Clint il solitario) d’Alfonso Balcázar (autre titre : Ti attende una corda... Ringo)